# Strijdorde voor Verdienste voor Volk en Vaderland
De Strijdorde voor Verdienste voor Volk en Vaderland (Duits: Kampforden „Für Verdienste um Volk und Vaterland“) werd op 17 februari 1966 door de regering van de zogenaamde DDR ingesteld. De orde werd ingesteld om het handhaven van de dictatuur van de Communistische partij, de SED, in dat land te belonen, het besluit van de Ministerraad van de DDR sprak dan ook van "Uitstekende prestaties bij het verhogen van de militaire kracht en gevechtsbereidheid en het vervullen van taken bij de bewaking van de staatsgrens van de DDR" (Duits: Hervorragende Leistungen bei der Erhöhung der Kampfkraft und Gefechtsbereitschaft der Nationalen Volksarmee und der Erfüllung der Aufgaben beim Schutz der Staatsgrenze der DDR). Aan die grens werden vluchtelingen doodgeschoten, anderen kwamen om in mijnenvelden en door de inzet van "schietautomaten" die passanten automatisch beschoten.
De orde was naar Sovjet-voorbeeld vormgegeven. De vijfhoekige sterren werden in drie klassen uitgereikt; in goud, zilver en in brons. Behalve aan manschappen van de strijdkrachten en de grenstroepen werden ook toegekend aan organisaties, militaire eenheden, instellingen of collectieven, maar ook andere personen. Zoals bij een socialistische orde gebruikelijk is waren er geen Ridders maar alleen dragers en kon men de orde meerdere malen uitgereikt krijgen.
- Gold
- Silbe
- Bronze

De onderscheiding werd uitgereikt door de minister van Landsverdediging op de "Dag van de Republiek" (7 oktober), de verjaardag van de NVA (1 maart), de dag van de grenstroepen van de DDR (1 december) of onmiddellijk na een te belonen daad. De toekenning van de Strijdorde voor Verdienste voor Volk en Vaderland
gaf recht op een eenmalige dotatie; een geldbedrag.
In de officiële tekst was verder sprake van uitstaande bijdragen
- "Aan de socialistische militaire opvoeding van de jeugd,"
- "Op het gebied van militair leiderschap,"
- "In het onderwijs en opleiding,"
- "door persoonlijk steeds paraat te zijn",
- "Bij het onderhoud en de reparatie van technisch materieel en bewapening en de ontwikkeling van militaire technologie,"
- "Bij de ontwikkeling van de militaire wetenschap"
- "Tijdens de operaties, die voor de ontwikkeling en bescherming van het socialisme in de DDR van groot nut,"
- "Aan de consolidatie van de militaire alliantie met de socialistische broederlijke legers" .

De Orde kreeg de vorm van een vijfhoekige plaat onder een vijfpuntige ster van dezelfde grootte. In het midden is een medaillon met op een rood geëmailleerde bodem het wapen van de DDR met het opschrift "Voor de bescherming van de macht van de arbeiders en de boeren". Het medaillon was in een smalle witte emaillen ring gevat. De medaille was oorspronkelijk van verguld zilver, zilver of brons. Na 1973 waren de sterren verguld, verzilverd of bronskleurig metaal. Net als bij de versierselen van de andere eretekens van de DDR volgde deze orde de neergang van de Oost-Duitse economie. Er waren geen kostbare metalen en edelmetalen meer beschikbaar.
De ster heeft een maximale breedte van 40 mm.
De keerzijde is sinds 1973 glad of korrelig. De onderscheiding wordt gedragen aan een in Russische stijl opgemaakt vijfhoekig goudkleurig lint met drie wijn-rode strepen van elk 3,5 mm breed. De orde werd op de linkerborst gedragen.

## Dragers van de orde
1968: Arno von Lenski
1969: Hans Rudolf Gestewitz
1969: Paul Laufer
1970: Werner Krolikowski
1975: Gerhard Tautenhahn
1975: Gisela Glende
1975: Siegfried Lorenz
1984: Walter Halbritter
Heinz Keßler